# Mitch Richmond
Mitchell James „Mitch“ Richmond (* 30. Juni 1965 in Deerfield Beach, Florida) ist ein ehemaliger US-amerikanischer Basketballspieler, der von 1988 bis 2002 in der NBA aktiv war. In seiner Zeit als Spieler wurde Richmond sechsmal NBA All-Star und galt er als einer der besten Dreier-Schützen der Liga. Im April 2014 wurde bekannt gegeben, dass Richmond in die Naismith Memorial Basketball Hall of Fame aufgenommen wird.

## Karriere
Richmond wurde im NBA-Draft 1988 an 5. Position von den Golden State Warriors ausgewählt, erhielt am Saisonende den NBA Rookie of the Year Award und führte damit das NBA All-Rookie Team dieses Jahrgangs an. Als Teil der Run-TMC, neben Chris Mullin und Tim Hardaway, erreichte er mit den Warriors 1990 und 1991 die NBA-Playoffs. Richmond war in den drei Jahren ein gefährlicher Scorer der im Schnitt 22 Punkte auflegte, jedoch wurde er in seiner Zeit bei den Warriors nicht ins NBA All-Star Game eingeladen.
1991 wechselte er im Austausch für Rookie Billy Owens zu den Sacramento Kings, denen er bis 1998 treu blieb. In dieser Zeit wurde er 6-mal in das All-Star Team der Western Conference berufen, wobei er 1995 zum MVP des All-Star-Spiels gewählt wurde. Mit den chronisch erfolglosen Kings erreichte Richmond in der Saison 1996/97 einmal die Playoffs. Die Spielzeit schloss er mit 25,9 Punkten im Schnitt ab; Richmonds bestes Jahr in seiner Profikarriere.
Nach sieben Jahren in Sacramento wurde Richmond 1998 im Tausch mit Chris Webber zu den Washington Wizards transferiert. Er verließ die Kings als einer der besten Spieler der Team-Geschichte. Nach seinem Karriereende wurde seine Trikotnummer 2 von den Kings zurückgezogen und wird seitdem nicht mehr an andere Spieler vergeben. In Washington blieb der Teamerfolg ebenfalls aus, obwohl Richmond regelmäßig gute Leistungen brachte. Es gelang ihm keine Playoff-Teilnahme im Trikot der Wizards.
Nachdem Richmond drei Spielzeiten in Washington gespielt hatte, wechselte er in der Saison 2001/02 zu den Los Angeles Lakers, mit dem er in seiner letzten Spielzeit als Bankspieler seine einzige NBA-Meisterschaft gewann. Während der Playoffs kam Richmond zu zwei Einsätzen für die Lakers.
Von 2015 bis 2019 war Richmond als Assistenztrainer an der St. John’s University tätig.

## Nationalmannschaft
Mit dem Basketballteam der USA gewann er die Bronzemedaille bei den Olympischen Sommerspielen 1988. Später konnte er mit dem Dream Team III bei den Olympischen Sommerspielen 1996 die Goldmedaille erringen.

## Erfolge und Auszeichnungen
- NBA-Champion: 2002
- 6× NBA All-Star: 1993, 1994, 1995, 1996, 1997, 1998
- 5× All-NBA Team:
  - 3× All-NBA Second Team: 1994, 1995, 1997
    - 2× All-NBA Third Team: 1996, 1998
- Rookie of the Year: 1989
  - NBA All-Rookie First Team: 1989
- Olympische Goldmedaille: 1996
- NBA All-Star Game MVP 1995
- Aufnahme in die Naismith Memorial Basketball Hall of Fame: 2014
- Trikotnummer 2 wird nicht mehr von den Sacramento Kings vergeben
- Trikotnummer 23 wird nicht mehr von der Kansas State University vergeben